# Tiberi Claudi Neró (pretor)
Tiberi Claudi Neró (en llatí Tiberius Claudius Nero) va ser un magistrat romà. Formava part de la gens Clàudia i portava el cognomen de Neró.
Després d'exercir algunes magistratures menors va arribar a pretor peregrí l'any 178 aC, i encara que tenia la jurisdicció peregrina va ser enviat amb un comandament militar a Pisae per ocupar el lloc del cònsol Marc Juni Brut, que havia estat enviat a la Gàl·lia per reclutar tropes. Segurament va restar a Etrúria com a propretor.
L'any 172 aC va ser enviat a Àsia en missió especial. El 165 aC va ser altre cop pretor i després propretor amb l'illa de Sicília com a província.